# Америчка хорор прича: Роанок
Америчка хорор прича: Роанок (енгл. American Horror Story: Roanoke) је шеста сезона америчке FX хорор-антологијске телевизијске серије Америчка хорор прича, чији су творци Рајан Мерфи и Бред Фелчак. Премијера је била 14. септембра 2016. године, што означава први почетак сезоне изван октобра, и завршила се 16. новембар 2016. године.
Чланови глумачке екипе који се враћају из претходних сезона серије су: Кети Бејтс, Сара Полсон, Лили Рејб, Денис О’Хер, Вес Бентли, Еван Питерс, Шајен Џексон, Анџела Басет, Адина Портер, Лејди Гага, Лесли Џордан, Френсис Конрој, Фин Витрок, Таиса Фармига и Робин Вајгерт, заједно са новим члановима које чине Кјуба Гудинг Јуниор и Андре Холанд. Полсонова такође тумачи свог лика из сезоне Лудница, Лану Винтерс, у финалној епизоди сезоне.
Пре премијере, творац серије Мерфи је изјавио да је ова сезона серије „више лудачка” и „мрачнија” у односу на претходни циклус, Хотел. Појединости о њеном заплету и глумачкој поставци чували су се у тајности све до прве епизоде, што је необичан приступ публици за серију. Као таква, постала је прва итерација серије која није објавила наслов пре премијере сезоне од свог дебија. Неколико потенцијалних тема је теоретизовано на основу различитих припремљених промотивних материјала од стране FX. Након објављивања слика са сета у Санта Кларити, нашироко се нагађало да ће сезона обухватити злогласни нестанак колоније Роанок из 1580их. Премијерна епизода открила је да је прва половина сезоне приказана као паранормални документарац под називом Моја ноћна мора Роанок, што поновно даје искуства брачног пара који се сели у Северну Каролину. Друга половина сезоне представљена је као пронађени снимак и приказује пропаст продукције наставка документарца.
Роанок добија углавном позитивне критике, а критичари примећују његову прикривену естетику и темпо у односу на раније сезоне серије.

## Улоге
| Глумац              | Улога                                       |
| ------------------- | ------------------------------------------- |
| Кети Бејтс          | Томасин Вајт / Месарка и Агнес Мери Винстид |
| Сара Полсон         | Шелби Милер, Одри Тиндал и Лана Винтерс     |
| Кјуба Гудинг Јуниор | Мет Милер и Доминик Бенкс                   |
| Лили Рејб           | Шелби Милер                                 |
| Андре Холанд        | Мет Милер                                   |
| Денис О’Хер         | др. Елајас Канингем и Вилијам ван Хендерсон |
| Вес Бентли          | Амброз Вајт и Диалн                         |
| Еван Питерс         | Едвард Филип Мот и Рори Монахен             |
| Шајен Џексон        | Сидни Ерон Џејмс                            |
| Анџела Басет        | Ли Харис и Моне Тумусиме                    |
| Лејди Гага          | Ската                                       |
| Френсис Конрој      | Мама Полк                                   |
| Фин Витрок          | Џетер Полк                                  |
| Адина Портер        | Ли Харис                                    |
| Дорис Кирн Гудвин   | себе                                        |
| Хендерсон Вејд      | Џиниз                                       |
| Шенон Лусио         | Диана Крос                                  |
| Робин Вајгерт       | Мама Полк                                   |
| Џејкоб Артист       | Тод Алан Конорс                             |
| Џон Бас             | Мајло                                       |
| Ема Бел             | Трејси Логан                                |
| Џејмс Морозини      | Боб Кинаман                                 |
| Фредерик Колер      | Лот Полк                                    |
| Трикси Мател        | себе                                        |